# كيفن لانغلي
كيفن لانغلي (بالإنجليزية: Kevin Langley)‏ هو مدرب كرة قدم ولاعب كرة قدم بريطاني في مركز الوسط، ولد في 24 مايو 1964 في سانت هلنز في المملكة المتحدة. لعب مع برمنغهام سيتي ومانشستر سيتي ونادي إيفرتون ونادي بانغور سيتي ونادي تشستر سيتي ونادي رانكورن هالتون ونادي ريل ونادي هاليفاكس تاون ونادي ويتون ألبيون وويغان أتلتيك.